# Zygouries-Stil

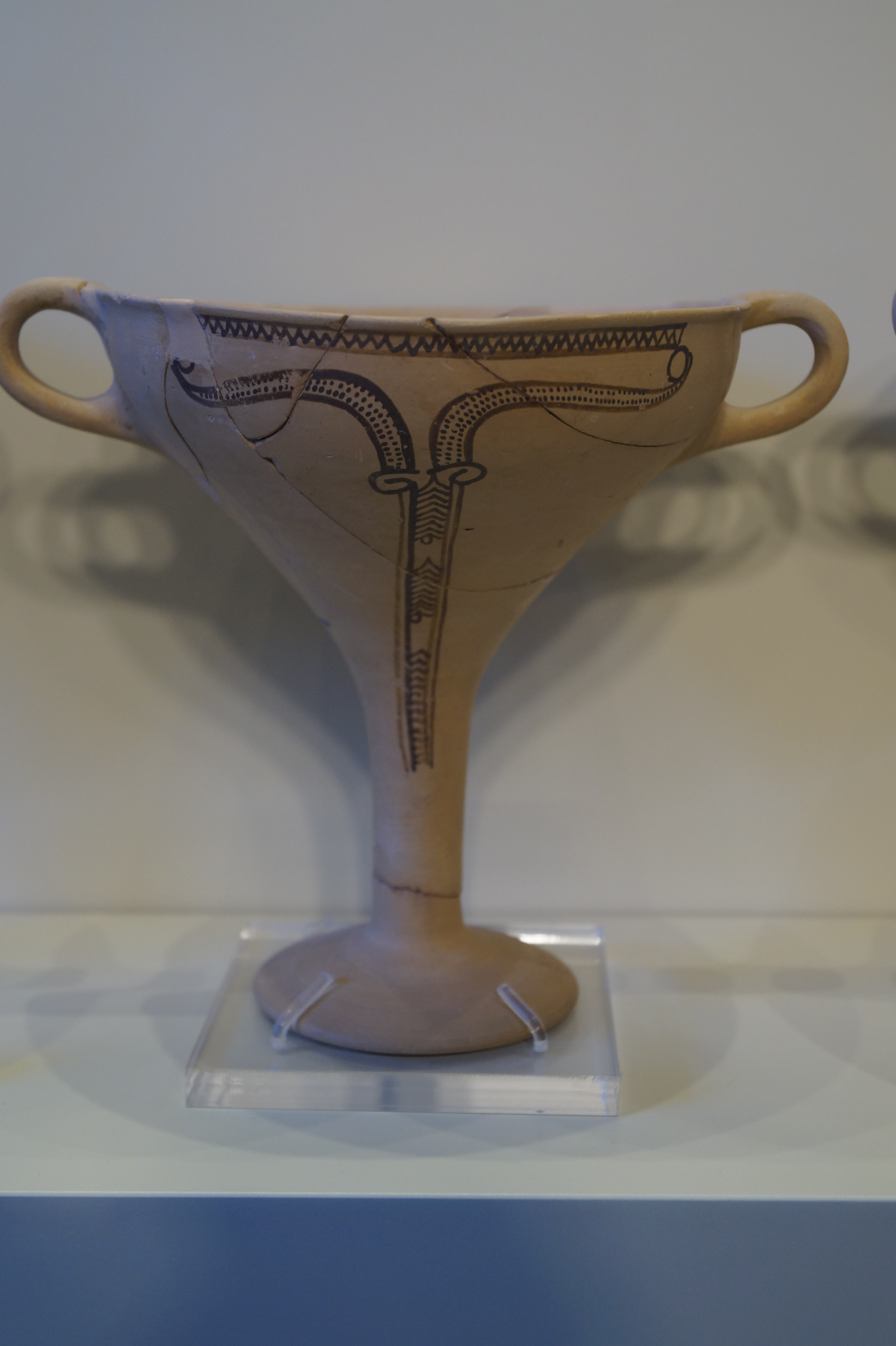
Kylix im Zygouries-Stil aus der sogenannten Töpferei in Zygouries (SH III B, Mitte 13. Jahrhundert v. Chr.)

Der Zygouries-Stil ist ein mykenischer Keramikstil. Benannt wurde der Stil nach der Ausgrabungsstätte von Zygouries, da der Archäologe Carl Blegen in den Jahren 1921–1922 hier in der sogenannten Töpferei mehr als 70 dieser Gefäße fand.
Bei Gefäßen im Zygouries-Stil handelt es sich um bemalte Kylikes. Diese Trinkgefäße aus hellem Ton haben einen schlanken, hohen Fuß und zwei Henkel. Sie tragen eine ausgewogene monochrome, meist rote oder braune bis schwarze Bemalung nur auf einer Seite des Gefäßes. Beliebte Motive waren lang gestreckte Murexmuscheln, degenerierte Oktopusse, sogenannte Augenbäume und schlanke, floral anmutende Muster. Der Zygouries-Stil trat zu Anfang von SH III B1 also etwa um 1300 v. Chr. auf und bestand etwa für 40 Jahre. Danach verwendete man zwar noch Kylikes von gleicher Form, diese blieben jedoch unbemalt. Aus diesem Grund ist der Zygouries-Stil auch von Bedeutung zur Datierung und ein Kennzeichen für die frühe Phase von SH III B.